# St.-Petri-Kirche (Flegessen)

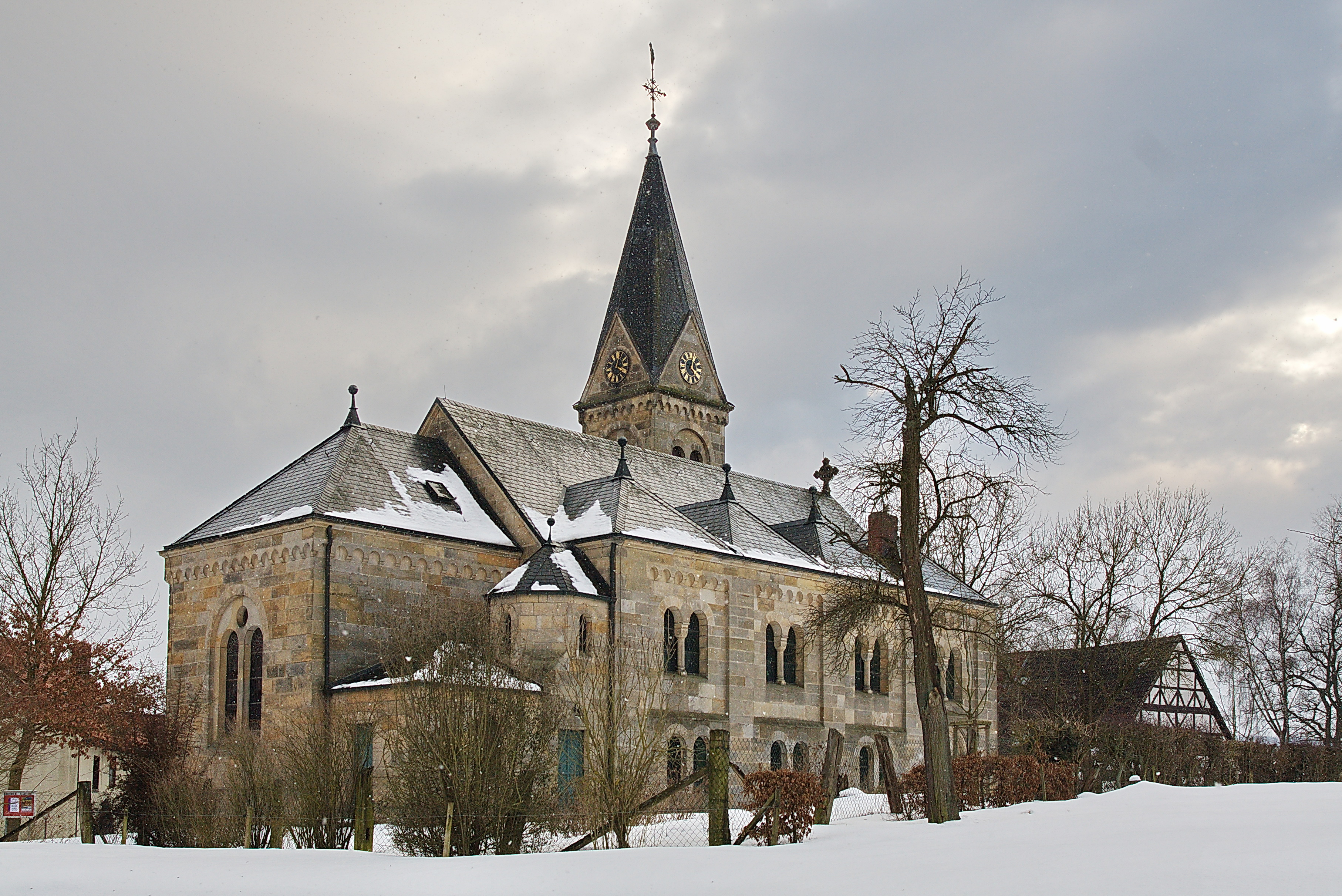
St.-Petri-Kirche

Die evangelisch-lutherische, denkmalgeschützte St.-Petri-Kirche steht in Flegessen, einem Ortsteil der Stadt Bad Münder am Deister im Landkreis Hameln-Pyrmont von Niedersachsen. Die Kirchengemeinde gehört zum Kirchenkreis Hameln-Pyrmont im Sprengel Hildesheim-Göttingen der Evangelisch-lutherischen Landeskirche Hannovers.

## Beschreibung
Die neuromanische Hallenkirche mit drei Kirchenschiffen, einem eingezogenen Chor auf der mittelalterlichen Gründung mit geradem Abschluss und einem vor der Südwestecke des Langhauses angefügten Kirchturms wurde 1892 von August Lingemann in Quadermauerwerk errichtet. Für den Bau wurden Steine der baufälligen ursprünglich zweijochigen romanischen Saalkirche aus dem 9. Jahrhundert mit verwendet. Der quadratische Turm, in dem zwei Kirchenglocken, eine von 1655, die andere von 1681, hängen, ist mit einem achtseitigen Helm über Seitengiebeln bedeckt. Die Sakristei ist nördlich des Chors angebaut. Das Mittelschiff ist mit einer trapezförmigen Bretterdecke überspannt. In den Seitenschiffen sind durchlaufende hölzerne Emporen. Die neuromanische Kirchenausstattung ist vollständig erhalten. Das sind der Altar, die Kanzel, das Taufbecken und der Orgelprospekt sowie die Glasmalereien im Chor und die Dekoration am Chorbogen. In der Sakristei befindet sich ein hölzernes Kruzifix vom Ende des 15. Jahrhunderts.
In der alten Kirche befand sich keine Orgel. 1892 wurde durch P. Furtwängler & Hammer eine Orgel mit 12 Registern, verteilt auf zwei Manuale und ein Pedal, gebaut. Sie wurde 1951 umgebaut und 1992 wurde die originale Disposition wiederhergestellt.